# Anders Moen
Anders Moen (Stange, 1 de outubro de 1887 — Skedsmo, 5 de julho de 1966) foi um ginasta norueguês que competiu em provas de ginástica artística.
Moen é o detentor de uma medalha olímpica, conquistada na edição britânica, os Jogos de Londres, em 1908. Na ocasião, competiu como ginasta na prova coletiva. Ao lado de outros 29 companheiros, conquistou a medalha de prata, após superar a nação da Finlândia e encerrar atrás da seleção sueca.